# Oscilação de neutrinos
Oscilação de neutrinos é um fenômeno da mecânica quântica predito teoricamente por Bruno Pontecorvo em 1957, segundo o qual um neutrino com um sabor leptônico específico (elétron, múon ou tau) pode ser detectado posteriormente com um sabor diferente. A probabilidade de medir um sabor particular de um neutrino varia à medida que este se propaga.
A oscilação de neutrinos é de interesse tanto teórico, quanto experimental, visto que a existência do fenômeno implica que o neutrino possua uma massa não-nula.

## Observações experimentais[3]

### Oscilação de neutrinos solares

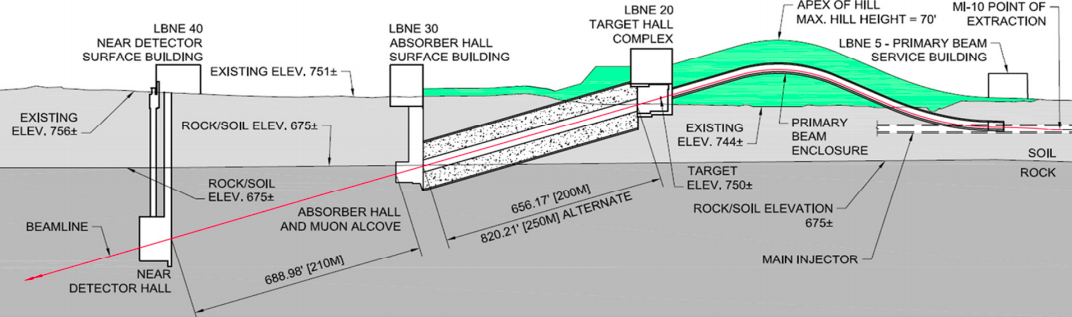
Seção longitudinal do detector de neutrinos Deep Underground Neutrino Experiment, que se encontra em construção no Fermilab.

A oscilação de neutrinos foi detectada pela primeira vez no final da década de 1960, na experiência de Raymond Davis Jr. Essa experiência observou um déficit no fluxo de neutrinos provenientes do Sol com respeito às predições do modelo padrão através de um detector químico, dando origem ao chamado problema dos neutrinos solares. Mesmo com a corroboração dos resultados com outros detectores radioquímicos ou eletrônicos, baseados no efeito Cherenkov, a oscilação de neutrinos só foi efetivamente considerada como a origem do problema em 2001, graças aos resultados do Observatório de Neutrinos de Sudbury.

## Teoria
A oscilação de neutrinos existe devido à mistura dos auto-estados do hamiltoniano e dos auto-estados da interação fraca. Ou seja, os três neutrinos que interagem com os léptons carregados correspondem a uma superposição de três outros neutrinos de massas bem determinadas. Quando os neutrinos se propagam através do espaço, os fatores de fase correspondentes aos auto-estados oscilam, devido às diferenças de massa dos auto-estados do hamiltoniano. Dessa forma, o estado de um neutrino do elétron, por exemplo, pode se transformar em um neutrino do tau ou do múon durante a propagação, sendo a oscilação entre os três estados periódica. Essa oscilação perdurará enquanto houver coerência do sistema em questão.

### Matriz de mistura leptônica
A transformação unitária relacionando os auto-estados de massa e sabor pode ser escrita
{\displaystyle \left|\nu _{\alpha }\right\rangle =\sum _{i}U_{\alpha i}\left|\nu _{i}\right\rangle \,}
{\displaystyle \left|\nu _{i}\right\rangle =\sum _{\alpha }U_{\alpha i}^{*}\left|\nu _{\alpha }\right\rangle },
onde
- {\displaystyle \left|\nu _{\alpha }\right\rangle } corresponde a um neutrino com sabor bem definido, sendo α = e (elétron), μ (múon) ou τ (tau).
- {\displaystyle \left|\nu _{i}\right\rangle } corresponde a um neutrino com massa {\displaystyle m_{i}} definida, sendo {\displaystyle i=} 1, 2, 3.

{\displaystyle U_{\alpha i}} representa a matriz de Pontecorvo–Maki–Nakagawa–Sakata matrix (também chamada matriz PMNS, ou matriz de mistura leptônica), que é unitária. Ela é análoga à matriz CKM que descreve a mistura de quarks. Se os auto-estados de massa e interação fraca fossem os mesmos, {\displaystyle U_{\alpha i}} seria idêntica à matriz identidade. No entanto, os experimentos de oscilação mostram o contrário.
Quando a teoria de três gerações de neutrinos é considerada, a matriz PMNS é 3x3. Se consideramos apenas duas gerações de neutrinos, utiliza-se uma matriz 2x2. Na sua forma 3x3, ela é dada por: 
{\displaystyle {\begin{aligned}U&={\begin{bmatrix}U_{e1}&U_{e2}&U_{e3}\\U_{\mu 1}&U_{\mu 2}&U_{\mu 3}\\U_{\tau 1}&U_{\tau 2}&U_{\tau 3}\end{bmatrix}}\\&={\begin{bmatrix}1&0&0\\0&c_{23}&s_{23}\\0&-s_{23}&c_{23}\end{bmatrix}}{\begin{bmatrix}c_{13}&0&s_{13}e^{-i\delta }\\0&1&0\\-s_{13}e^{i\delta }&0&c_{13}\end{bmatrix}}{\begin{bmatrix}c_{12}&s_{12}&0\\-s_{12}&c_{12}&0\\0&0&1\end{bmatrix}}{\begin{bmatrix}e^{i\alpha _{1}/2}&0&0\\0&e^{i\alpha _{2}/2}&0\\0&0&1\end{bmatrix}}\\&={\begin{bmatrix}c_{12}c_{13}&s_{12}c_{13}&s_{13}e^{-i\delta }\\-s_{12}c_{23}-c_{12}s_{23}s_{13}e^{i\delta }&c_{12}c_{23}-s_{12}s_{23}s_{13}e^{i\delta }&s_{23}c_{13}\\s_{12}s_{23}-c_{12}c_{23}s_{13}e^{i\delta }&-c_{12}s_{23}-s_{12}c_{23}s_{13}e^{i\delta }&c_{23}c_{13}\end{bmatrix}}{\begin{bmatrix}e^{i\alpha _{1}/2}&0&0\\0&e^{i\alpha _{2}/2}&0\\0&0&1\end{bmatrix}}\\\end{aligned}}}
onde cij = cosθij e sij = sinθij. Os fatores de fase α1 e α2 são somente significativos se os neutrinos são partículas de Majorana e não participam dos fenômenos de oscilação. O fator de fase δ é não-nulo somente se a oscilação de neutrinos viola a simetria CP, o que é esperado, mas ainda não observado experimentalmente. Se os experimentos mostrarem que a matriz 3x3 não é unitária, será necessário considerar um neutrino estéril ou uma nova física.

### Propagação e interferência
Como o neutrino {\displaystyle \left|\nu _{i}\right\rangle } corresponde a um auto-estado de massa, sua propagação pode ser descrita em primeira aproximação em termos de ondas planas da forma
{\displaystyle |\nu _{i}(t)\rangle =e^{-i(E_{i}t-{\vec {p}}_{i}\cdot {\vec {x}})}|\nu _{i}(0)\rangle ,}
sendo essas quantidades expressas em unidades naturais ({\displaystyle c=1,\,\hbar =1}) e
- {\displaystyle E_{i}} a energia do auto-estado {\displaystyle i};
- {\displaystyle {\vec {p}}_{i}} o momento linear da partícula {\displaystyle i};
- {\displaystyle t} o tempo de propagação da partícula;
- {\displaystyle {\vec {x}}} a posição atual da partícula.

No limite ultra-relativístico, que é em geral válido dadas as massas e energias típicas dos neutrinos, a energia dos auto-estados pode ser aproximada em primeira ordem por
{\displaystyle E_{i}={\sqrt {p_{i}^{2}+m_{i}^{2}}}\simeq p_{i}+{\frac {m_{i}^{2}}{2p_{i}}}\approx E+{\frac {m_{i}^{2}}{2E}}.}
onde a hipótese de que todos os auto-estados tem a mesma energia foi feita. A partir dessa aproximação, pode-se estimar a probabilidade de que um neutrino de sabor α no instante inicial tenha evoluído para um neutrino de sabor β no instante {\displaystyle t}. Essa transição é associada a interferência dos auto-estados de massa e a probabilidade correspondente de transição é dada por
{\displaystyle P_{\alpha \rightarrow \beta }=\left|\left\langle \nu _{\beta }|\nu _{\alpha }(t)\right\rangle \right|^{2}=\left|\sum _{i}U_{\alpha i}^{*}U_{\beta i}e^{-im_{i}^{2}L/2E}\right|^{2}.}
ou de forma equivalente
{\displaystyle {\begin{matrix}P_{\alpha \rightarrow \beta }=\delta _{\alpha \beta }&-&4{\displaystyle \sum _{i>j}\operatorname {Re} (U_{\alpha i}^{*}U_{\beta i}U_{\alpha j}U_{\beta j}^{*}})\sin ^{2}\left({\frac {\Delta m_{ij}^{2}L}{4E}}\right)\\&+&{\displaystyle 2\sum _{i>j}\operatorname {Im} (U_{\alpha i}^{*}U_{\beta i}U_{\alpha j}U_{\beta j}^{*}})\sin \left({\frac {\Delta m_{ij}^{2}L}{2E}}\right),\end{matrix}}},
em que {\displaystyle \Delta m_{ij}^{2}\ \equiv m_{i}^{2}-m_{j}^{2}} é a diferença de massa dos auto-estados. A fase responsável pela oscilação é em geral escrita como
{\displaystyle {\frac {\Delta m^{2}\,c^{3}\,L}{4\hbar E}}={\frac {\mathrm {GeV} \,\mathrm {fm} }{4\hbar c}}\times {\frac {\Delta m^{2}}{\mathrm {eV} ^{2}}}{\frac {L}{\mathrm {km} }}{\frac {\mathrm {GeV} }{E}}\approx 1,267\times {\frac {\Delta m^{2}}{\mathrm {eV} ^{2}}}{\frac {L}{\mathrm {km} }}{\frac {\mathrm {GeV} }{E}},}
onde as constantes fundamentais foram reinseridas e 1,267 é adimensional.

### Caso de dois neutrinos
A expressão acima admite uma forma mais simples quando apenas duas gerações de neutrinos são consideradas. Nesse caso, que aproxima bem muitas situações físicas, a matriz de mistura é da forma
{\displaystyle U={\begin{pmatrix}\cos \theta &\sin \theta \\-\sin \theta &\cos \theta \end{pmatrix}}.}
Assim, a probabilidade de oscilação de sabor é dada por
{\displaystyle P_{\alpha \rightarrow \beta ,\alpha \neq \beta }=\sin ^{2}(2\theta )\,\sin ^{2}\left({\frac {\Delta m^{2}L}{4E}}\right)\,\mathrm {(unidades\;naturais)} .}
Ou, de forma equivalente no S.I.,
{\displaystyle P_{\alpha \rightarrow \beta ,\alpha \neq \beta }=\sin ^{2}(2\theta )\,\sin ^{2}\left(1,267{\frac {\Delta m^{2}L}{E}}{\frac {\rm {GeV}}{\rm {eV^{2}\,{\rm {km}}}}}\right).}
Essa equação é apropriada para descrever as transições νμ ↔ ντ para neutrinos atmosféricos, visto que os neutrinos do elétron não participam efetivamente dessa transição. De forma análoga, no caso solar, podemos considerar a transição a dois níveis νe ↔ νx, onde νx é uma superposição de νμ e ντ. Todas essas aproximações são justificadas, porque θ13 é muito pequeno e porque dois dos três auto-estados de massa são muito mais próximos com relação ao terceiro.